# Одегово
Оде́гово (рос. Одегово) — присілок у складі Орічівського району Кіровської області, Росія. Входить до складу Істобенського сільського поселення.
Населення становить 2 особи (2010, 10 у 2002).
Національний склад станом на 2002 рік — росіяни 100 %.